# Операція «Календа»
Операція «Календа» (англ. Operation Calendar) — спільна військова операція британського Королівського військово-морського флоту та ВМС США з проведення американського авіаносця «Уосп» на острів Мальта зі стратегічно важливим для захисту острову вантажем: 47-ма винищувачами «Спітфайр» у квітні 1942.
Авіаносець ВМС США «Уосп» у складі конвою провів без втрат винищувачі «Спітфайр» зі складу 601-ї та 603-ї ескадрилей через Середземне море. Зранку 20 квітня під прикриттям палубних літаків F4F «Уайлдкет» 48 британських винищувачів злетіло з палуби корабля та незабаром 47 приземлилося на аеродром Та-Калі (Ta Qali) на Мальті. Пілот одного з літаків дезертував разом з винищувачем.
За 48 годин німецькі пікіруючі бомбардувальники «Юнкерс» Ю-88 завдали нищівного удару і знищили 40 літаків на британському аеродромі. Лише 7 залишилося в бойовому стані й змогли взяти участь у прикритті Мальти з повітря.